# Sân bay Attapeu
Sân bay Attapeu là một sân bay đang được xây dựng ở tỉnh Attapeu, Lào. Lễ khởi công xây dựng đã được tổ chức ngày 11 tháng 2 năm 2012 với sự chứng kiến của Chủ tịch nước Cộng hòa Xã hội Chủ nghĩa Việt Nam Trương Tấn Sang và Tổng bí thư, Chủ tịch nước Cộng hòa Dân chủ Nhân dân Lào Choummaly Sayasone, Phó thủ tướng Nguyễn Xuân Phúc; Phó thủ tướng kiêm Bộ trưởng Ngoại giao Lào Thongloun Sisoulith cùng nhiều quan chức cao cấp của chính phủ 2 Việt Nam và Lào.
Sân bay do Tập đoàn Hoàng Anh Gia Lai tài trợ vốn đầu tư Sân bay được xây trên diện tích 235,75 ha, tổng mức đầu tư 45 triệu USD do Hoàng Anh Gia Lai tài trợ cho chính phủ Lào không tính lãi.. Dự án gồm 2 giai đoạn, sau giai đoạn 1, sân bay sẽ khai thác các loại máy bay nhỏ như ATR 72, Fokker 70; sau giai đoạn 2, sân bay sẽ khai thác các loại máy bay tầm trung như Airbus A320, A321, A300. Công tác xây dựng dự kiến sân bay sẽ hoàn thành vào tháng 6 năm 2013.